# 创新街道
创新街道，是中华人民共和国辽宁省盘锦市兴隆台区下辖的一个乡镇级行政单位。

## 行政区划
创新街道下辖以下地区：
坤隆社区、军民社区、园丁社区、鹤鸣社区、商东社区、科技社区、铁塔社区、丰裕社区、商西社区和鹤乡社区。